# Cimopolea
En la mitología griega Cimopolea o Cimopolia (en griego Κυμοπόλεια, Kymopóleia, esto es, «fuerza de las olas») es un personaje femenino tan sólo citado en la Teogonía. Tras la Titanomaquia los Hecatonquiros, después de ayudar a Zeus y el resto de dioses, se establecieron en las profundidades del mar, a saber: «después, los ilustres servidores del muy resonante Zeus habitan palacios sobre las raíces del Océano, Coto y Giges. A Briareo, por su nobleza, le hizo su yerno el gravisonante conmovedor de la tierra —Poseidón— ; le permitió desposar a su hija Cimopolea». No se especifica quién era la madre de Cimopolea ni si la pareja engendró descendencia, aunque las únicas parejas de Poseidón mencionadas en la Teogonía fueron Anfítrite y Medusa. En otras fuente se nos dice que Briareo fue el padre de la ninfa Eólice pero de nuevo no se especifica que Cimopolea sea la madre.
Cimopolea es un personaje puramente hesiódico, no obstante parece estar asociada con otros dos personajes: Cimatólega y Bentesicime. Cimatólega es citada en la catálogo de nereidas: «(la nereida) Cimódoca que calma sin esfuerzo el oleaje en el sombrío mar y las ráfagas de los vientos huracanados junto con Cimatólega y Anfítitre de bellos tobillos». En cuanto a Bentesicime, es una de las dos hijas de Poseidón y Anfitrite, siendo su hermana Rode.
Debido a la etimología de su nombre y a la identificación con Cimatólega en el pasaje hesiódico, se presupone que Cimopolea es una diosa de las tormentas violentas, tempestades y tifones, que al igual que su padre tenía cierto control sobre las aguas. 